# Lijst van afleveringen van Stingray
Dit is een lijst van afleveringen van Stingray, de televisieserie van Gerry Anderson, gemaakt voor de Britse productiecompagnie ITC Entertainment en voor het eerst uitgezonden tussen 1964 en 1965 op ATV Midlands. De afleveringen staan in volgorde van oorspronkelijke uitzending.
| 1 | Stingray                   | 4 oktober 1964   | 1  |
| Wanneer een duikboot van de wereldmarine op mysterieuze wijze wordt vernietigd, worden Troy en Phones eropuit gestuurd om de zaak te onderzoeken. Ze worden al snel gevangen door de Aquaphibians, een ras van zeebewoners aangevoerd door de wrede Titan of Titanica |                            |                  |    |
| 2 | Emergency Marineville      | 11 oktober 1964  | 11 |
| Na een aantal onsuccesvolle raketaanvallen op Marineville moet Stingray uitrukken om de daders van deze aanvallen te vinden en te stoppen voordat ze WASP's onderscheppingsraketten kunnen ontwijken en Marineville echt in gevaar komt.                              |                            |                  |    |
| 3 | The Ghost Ship             | 18 oktober 1964  | 8  |
| Commandant Shore en Phones worden gegijzeld door een plunderaar aan boord van een Spaans Galjoen. Troy moet hen redden voordat hij gedwongen wordt het schip met de inzittenden nog aan boord op te blazen.                                                           |                            |                  |    |
| 4 | Subterrenean Sea           | 25 oktober 1964  | 12 |
| De bemanning van de Stingray onderzoekt een pas ontdekte ondergrondse zee, en alle gevaren die deze met zich meebrengt. |                            |                  |    |
| 5 | The Loch Ness Monster      | 1 november 1964  | 13 |
| Troy, Phones en Atlanta worden naar schotland gestuurd om eens en voor altijd het mysterie van het Monster van Loch Ness op te lossen. |                            |                  |    |
| 6 | Set Sail for Adventure     | 8 november 1964  | 30 |
| De admiraal van een zeiljacht verliest zijn geheugen wanneer hij gewond raakt tijdens een storm. Door dit geheugenverlies ziet hij de Stingray voor een vijandelijk schip aan en neemt de duikboot onder vuur.                                                        |                            |                  |    |
| 7 | The Man from the Navy      | 15 november 1964 | 19 |
| Agent X-2-Zero saboteerd de testraket van een marinekapitein door het ding te laden met echte explosieven. De kapitein wordt verantwoordelijk gehouden en komt voor de krijgsraad. Troy moet de onschuld van de man bewijzen.                                         |                            |                  |    |
| 8 | An Echo of Danger          | 22 november 1964 | 25 |
| Agent X-2-Zero wil Phones betrouwbaarheid saboteren door onder water valse hydrofoongeluiden te maken. |                            |                  |    |
| 9 | Raptures of the Deep       | 29 november 1964 | 16 |
| Tijdens een reddingsmissie raakt Troy's zuurstofvoorraad sneller op dan verwacht en hij valt flauw door zuurstofgebrek. In deze toestand krijgt hij een droom waarin hij in een fantasiewereld leeft en zijn vrienden zijn trouwe dienaren zijn.                      |                            |                  |    |
| 10 | Titan Goes Pop             | 6 december 1964  | 29 |
| Agent X-2-Zero ontvoerd een popster die Marineville bezoekt, en brengt hem naar Titan als gijzelaar. |                            |                  |    |
| 11 | In Search of the Tajmanon  | 13 december 1964 | 28 |
| Troy en Phones komen oog in oog te staan met een oude vijand wanneer ze proberen de verzonken tempel van Tajmanon te vinden. |                            |                  |    |
| 12 | A Christmas to Remember    | 20 december 1964 | 37 |
| Terwijl Troy probeert de wees zoon van een overleden WASP aquanaut te helpen rond kerstmis, wordt Phones gevangen door een vijandelijke krijger en gedwongen een val op te zetten voor zijn vriend.                                                                   |                            |                  |    |
| 13 | Tune of Danger             | 27 december 1964 | 31 |
| Agent X-2-Zero plant een bomaanslag op het onderzeese huis van Marina's vader terwijl daar net een Jazz groep een optreden geeft. |                            |                  |    |
| 14 | The Ghost of the Sea       | 3 januari 1965   | 10 |
| Commandant Shore blikt terug op de gebeurtenissen waarbij hij verlamd raakte aan zijn benen. |                            |                  |    |
| 15 | Rescue from the Skies      | 10 januari 1965  | 32 |
| Troy moet vanuit de lucht worden neergelaten op Stingray wanneer Agent X-2-Zero een bom op het voertuig plaatst. |                            |                  |    |
| 16 | The Lighthouse Dwellers    | 17 januari 1965  | 38 |
| Troy en Phones onderzoeken een vreemd lichtschijnsel dat uit een verlaten vuurtoren komt en een piloot in verwarring bracht, waardoor diens vliegtuig neerstortte. |                            |                  |    |
| 17 | The Big Gun                | 24 januari 1965  | 6  |
| Nadat Stingray twee vijandelijke duikboten vernietigd heeft, vinden Troy, Phones en Marine de basis van de schepen: de onderzeese stad Solarstar. Het drietal moet nu de inwoners van deze stad ervan weerhouden de hele westkust van Amerika te vernietigen.         |                            |                  |    |
| 18 | The Cool Caveman           | 31 januari 1965  | 33 |
| Terwijl hij slaapt, droomt Troy dat hij een groep van onderzeese holbewoners ontmoet die de radioactieve lading van een schip hebben buitgemaakt. |                            |                  |    |
| 19 | Deep Heat                  | 7 februari 1965  | 27 |
| Terwijl ze de basis van een vulkaan betreden om een vermiste robotische sonde te zoeken, worden Troy en Phones gevangen door de twee overlevenden van een vernietigde stad.                                                                                           |                            |                  |    |
| 20 | Star of the East           | 14 februari 1965 | 24 |
| Een Oosterse dictator genaamd El Hudat wil lid worden van de WASP. Maar nadat hij in zijn thuisland is afgezet, gijzelt hij Marina. |                            |                  |    |
| 21 | Invisible Enemy            | 21 februari 1965 | 26 |
| Troy en Phones redden een bewusteloze man. De man blijkt echter een vijandelijke agent en probeert Marineville open te stellen voor een aanval door al het personeel uit te schakelen met een hypnotische trance.                                                     |                            |                  |    |
| 22 | Tom Thumb Tempest          | 28 februari 1965 | 21 |
| Troy valt in slaap in de stand-by kamer. Hij droomt dat hij krimpt tot miniatuurformaat, en getuige is van een ontmoeting tussen alle onderzeese rassen die van plan zijn samen Marineville te vernietigen.                                                           |                            |                  |    |
| 23 | Eastern Eclipse            | 7 maart 1965     | 36 |
| Agent X-2-Zero bevrijdt de gestoorde voormalige dictator El Hudat uit de Marineville gevangenis door hem te om te wisselen met diens tweelingbroer. |                            |                  |    |
| 24 | Treasure Down Below        | 14 maart 1965    | 5  |
| Stingray belandt in een draaikolk en de bemanning krijgt te maken met onderzeese piraten. |                            |                  |    |
| 25 | Stand By for Action        | 21 maart 1965    | 17 |
| Agent X-2-Zero doet zich voor als een filmregisseur in een poging Troy Tempest te elimineren. |                            |                  |    |
| 26 | Pink Ice                   | 28 maart 1965    | 22 |
| Stingray komt vast te zitten in een vreemde roze substantie gemaakt door een niet geïdentificeerd vaartuig. |                            |                  |    |
| 27 | The Disappearing Ships     | 4 april 1965     | 18 |
| Drie oude vrachtschepen verdwijnen spoorloos net voordat ze vernietigd zouden worden. |                            |                  |    |
| 28 | Secret of the Giant Oyster | 11 april 1965    | 15 |
| Troy krijgt de opdracht om een kostbare parel van de zeebodem te halen, maar deze opdracht blijkt al snel minder eenvoudig dan het lijkt. |                            |                  |    |
| 29 | The Invaders               | 18 april 1965    | 14 |
| De Stingray bemanning wordt gevangengenomen en ondervraagd voor informatie over de verdedigingssystemen van Marineville. |                            |                  |    |
| 30 | A Nut for Marineville      | 25 april 1965    | 34 |
| Een excentrieke professor moet een superraket ontwikkelen wanneer een schijnbaar onverwoestbare duikboot Marineville bedreigt. |                            |                  |    |
| 31 | Trapped in the Depths      | 2 mei 1965       | 35 |
| Een gestoorde geleerde ontvoerd Marina en kaapt de Stingray met het plan Marineville te vernietigen. |                            |                  |    |
| 32 | Countdown                  | 9 mei 1965       | 9  |
| Agent X-2-Zero doet zich voor als een leraar voor mensen met een spraakgebrek als onderdeel van een plan om Marineville te verwoesten. Hij wordt toegewezen aan Marina, wier leven daardoor in gevaar komt.                                                           |                            |                  |    |
| 33 | Sea of Oil                 | 16 mei 1965      | 3  |
| Terwijl ze samen met Phones en Troy een olieplatform vernietigd, wordt Atlanta gevangen door onderzeese krijgers. |                            |                  |    |
| 34 | Plant of Doom              | 23 mei 1965      | 2  |
| Razend dat zijn eigen slavin, Marina, Troy en Phones heeft helpen ontsnappen uit Aquatraz, geeft Titan Agent X-2- Zero het bevel Marina's vader een giftige plant te bezorgen.                                                                                        |                            |                  |    |
| 35 | The Master Plan            | 30 mei 1965      | 23 |
| Troy wordt vergiftigd door de Aquaphibians en Titan is de enige die het tegengif heeft. Hij wil dit tegengif alleen ruilen voor Marina. |                            |                  |    |
| 36 | The Golden Sea             | 6 juni 1965      | 7  |
| Titan ontdekt dat wetenschappers een manier ontwikkelen om zeemineralen om te zetten tot goud, en probeert hun onderzoek te saboteren. |                            |                  |    |
| 37 | Hostages of the Deep       | 13 juni 1965     | 4  |
| Een alien die onder water leeft ontvoerd een admiraal van de wereldmarine en diens vrouw. |                            |                  |    |
| 38 | Marineville Traitor        | 20 juni 1965     | 20 |
| Een essentieel component verdwijnt spoorloos uit het Marineville controlecentrum, en alles wijst erop dat Commandant Shore de dader is. |                            |                  |    |
| 39 | Aquanaut of the Year       | 27 juni 1965     | 39 |
| Deze aflevering is een clip show. Troy krijgt tot zijn grote verbazing de "Aquanaut van het Jaar" award. Terwijl hij zijn prijs afhaalt voor een groot publiek, wordt er middels flashbacks teruggeblikt op zijn vele avonturen.                                      |                            |                  |    |